# Kim Son-hui
Kim Son-hui (* 17. Dezember 1992) ist eine nordkoreanische Leichtathletin, die im Mittel- und Langstreckenlauf antritt.

## Sportliche Laufbahn
Erste internationale Erfahrungen sammelte Kim Son-hui bei den Asienmeisterschaften 2013 in Pune, bei denen sie im 5000-Meter-Lauf den zehnten Platz erreichte und über 10.000 Meter Rang elf belegte. Zwei Jahre später nahm sie erneut an den Asienmeisterschaften in Bhubaneswar teil und wurde dort in 16:30,07 min Sechste über 5000 Meter. 2018 erfolgte die Teilnahme an den Asienspielen in Jakarta, bei denen sie in 4:20,77 min den siebten Platz belegte.
2016 wurde Kim Nordkoreanische Meisterin über 5000 und 10.000 Meter und 2017 über 5000 Meter.

## Persönliche Bestzeiten
- 1500 Meter: 4:19,9 min, 19. April 2017 in Pjöngjang
- 5000 Meter: 16:11,0 min, 24. April 2015 in Pjöngjang
- 10.000 Meter: 34:31,1 min, 19. April 2017 in Pjöngjang
- Marathon: 2:31:41 h, 8. April 2018 in Pjöngjang